# Once
El once (11), del latín undĕcim, es el número natural que sigue al 10 y precede al 12.

## Matemáticas
- Es el 5.º número primo, después del 7 y antes del 13; y el tercer primo de Eisenstein real, después del 5 y antes del 17.
- El 11 conforma el tercer par de números primos gemelos: 11 y 13.[2]
- Forma un par de números primos sexys junto con 5.
- Todo número multiplicado por 11 tiene la propiedad especial de que la suma de los dígitos pares es igual a la suma de los dígitos impares (del número en cuestión), por lo que prácticamente se puede diseñar un número que sea múltiplo de 11 solo con hacer que esta regla de los dígitos pares con impares se cumpla (Ejemplos de números múltiplos de 11 son: 92187436, o 1111 o 132 o 1023, 9009, etc.)
- 11 = 7 +2 +2 = 5+3+3 como suma de tres números primos.[3]
- Número primo fuerte.
- 4.º número primo de Sophie Germain.
- 4.º primo de Lucas.
- 1.º número primo repunit.
- 3.º número primo de Thabit.
- 4.º primo regular.
- Hay 11 sistemas de coordenadas curvilíneas ortogonales (dentro de una simetría conforme) en los que la ecuación de Helmholtz de 3 variables se puede resolver utilizando la técnica de separación de variables.
- Es un número de Heegner

### Como numeral
- En cualquiera base de sistema de numeración el numeral 11 tiene como valor la base más 1. O en otros términos, es el siguiente número después de la base que es 10 en cualquiera base.
- Si la base es no menor que 3, el cuadrado del numeral 11 es 121. Cabe pues la ecuación (11b)2 = 121b, para b ≥ 3, b natural.
- Si la base es no menor que 4, el cubo del numeral 11 es 1331. Es factible la ecuación (11b)3 = 1331b, para b≥ 4, b natural.[4]

### Propiedades algebraicas
- El grupo multiplicativo de las raíces undécimas de la unidad, tiene 10 raíces primitivas, que con el 1 se ubican en los vértices de un endecágono regular de centro en el origen. Cualquiera raíz primitiva es un generador del grupo.
- Si se considera como base de un sistema de numeración el 11, para representar el 10 se usa o bien a o bien α, es el primer sistema que se desmarca de los 10 cifras clásicas , desde el cero hasta el 9.

### Propiedad geométrica
- El área de un endecágono regular inscrito está entre el área de un decágono regular y un dodecágono regular inscritos en el mismo círculo.

## En la ficción
Personaje de la serie de ciencia ficción Stranger Things de Netflix.

## Química
- Número atómico del sodio (Na).

## Física
- El número de dimensiones espacio-temporales en la teoría M.

## Astronomía
- Objeto de Messier M11 es un cúmulo abierto que se encuentra en la constelación de Scutum.
- Objeto del Nuevo Catálogo General NGC 11 es una galaxia espiral ubicada en la constelación de Andrómeda.